# Rimi (Népal)
Pour les articles homonymes, voir Rimi.
Rimi (en népalais : रिमी) est un comité de développement villageois du Népal situé dans le district de Dolpa. Au recensement de 2011, il comptait 1 394 habitants.